# Ердоган Аталай

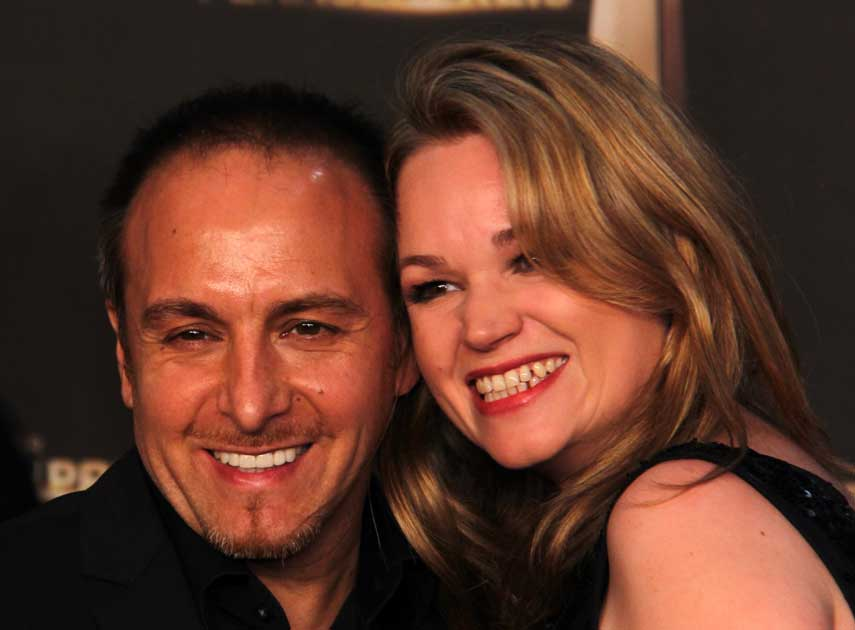
Ердоган Аталай з Катею Онек, 2012

Ердоган Аталай (22 вересня 1966, Ганновер, Німеччина) — німецький актор, який знімається в серіалі Спецзагін «Кобра 11» — Дорожня поліція з 1996 року по нинішній день.

## Кар'єра
Ердоган Аталай був членом театру AG в IGS Garbsen і у віці 18 років отримав допоміжну роль в театрі у Ганновері, у виконанні Aladin і Wunderlampe в Театрі «Ам Егі». У 1987 році почав навчання в Гамбургському музичному та драматичному університеті.
Його головний прорив був у березні 1996 року з головною роллю в серіалі Спецзагін «Кобра 11» — Дорожня поліція. По нинішній день він грає роль турецького головного уповноваженого Земіра Герхана. Його поточним партнером у ролях з серпня 2015 року є актор Даніель Роснер.
Ердоган написав сценарій епізоду «Шах і мат» для Спецзагін «Кобра 11» у 2000 році. У 2005 році опублікував оповідання, написане ним «Туреччина там» у німецько-турецькій антології «Was lebst du?» У вересні 2012 року він зняв разом з Ількою Бессін «Сінді з Марцану» короткометражний фільм Спецзагін «Сінді 11», пародію на Спецзагін «Кобра 11». Короткометражний фільм транслювався 15 вересня 2012 році в програмі Сінді із Марцану і молодий Вільден.

## Особисте життя
Його батько турецького походження і сам був актором в Туреччині; мати — німкеня, Ердоган Аталай, який сам не розмовляє турецькою, виріс разом з сестрою в родині у Баренборстелі. У 2004 році він одружився з актрисою театру і кіно Астрід Ан-Марі Полльманн, Паулетта Полльман їхня спільна дитина. Подружжя розлучилися у кінці 2009 року. У середині липня 2012 року народилася друга дитина, син; мати — партнер Аталая, візажист Катя Онек. Його донька Паулетта також є актрисою і дала свій акторський дебют в 2012 році у допоміжній ролі епізоду SOKO 5113 «Для моєї доньки», в якому також грав Ердоган Аталай. З 2014 року Паулетта Полльманн втілена у Кобра 11 — Дорожня поліція у ролі доньки Земіра Герхана — Гайда Герхан. Раніше у ролі Гайди грала Ніколь Рус. Ердоган заручився 26 грудня 2016 року з Катею Онек під час відпустки разом з сином Марісом на Мальдівах.

## Фільмографія
- 1990: Музика в копійці
- 1994: Охоронець
- 1995: Подвійне використання
- з 1996 року: Спецзагін «Кобра 11» — Дорожня поліція (поки що більше 300 епізодів)
- 1997: Горобець і не правильний друг
- 1998: Клоун
- 1999—2000: За ґратами - жіноча гімнастка
- 2000: Чиста любов
- 2000: Максимальна швидкість
- 2002: Maximum Speed - Renn' um dein Leben!
- 2003: Спецзагін «Кобра 11» — Команда 2
- 2006: Молот і Гарт
- 2010: C.I.S. Хаотичність в спецоперації
- 2011: Привиди все включено
- 2012: SOKO 5113
- 2012: Сінді із Марцану і молодий Вільден
- 2013: Комісія з убивств в Стамбулі
- 2015: Мачо Мен
- 2016: SOKO Штутгарт — Прокляття грошей
- 2018: Asphaltgorillas

## Вебпосилання
Commons: Erdoğan Atalay  - Колекція зображень, відео та аудіо файлів
- Erdoğan Atalay в базі даних фільмів в Інтернеті (англійська)